# Râul Vâna Roșie
Râul Vâna Roșie este un afluent al Timișului Mort.

## Hărți
- Harta județului Timiș